# Jerry et l'Ennemi bien-aimé
Pour plus de détails, voir Fiche technique et Distribution.
Jerry et l'Ennemi bien-aimé (The Lonesome Mouse) est le 10e court métrage d'animation de la série américaine Tom et Jerry réalisé par William Hanna et Joseph Barbera et sorti le 22 mai 1943 aux États-Unis.